# 아르만도 페라자
아르만도 페라자(스페인어: Armando Peraza, 1924년 5월 30일 ~ 2014년 4월 14일)는 쿠바의 라틴 재즈 타악기 연주자이자 미국의 라틴 록 밴드 산타나의 멤버였다. 그는 콩가와 봉고, 팀발레를 연주했다.

## 생애

### 어린 시절
1924년 쿠바 아바나의 로튼 바티스타에서 태어난 그는 7세 때 고아가 되었고 거리에서 살았다. 그가 12살이었을 때, 그는 야채를 팔고, 권투 코치를 하고, 세미 프로 야구를 하고, 고리대금업자가 됨으로써 자신을 부양했다. 그의 음악 경력은 그가 야구경기에서 밴드 리더 알베르토 루이스가 콩가 연주자를 찾고 있다는 말을 들었을 때 17세에 시작되었다. 루이스의 형은 페라자와 같은 야구팀에 있었다. 음악에 대한 경험이 없음에도 불구하고, 그는 연습을 했고 오디션에서 우승했다.

### 산타나 합류
1972년 1월, 47세의 나이에, 페라자는 라틴 록 밴드 산타나에 가입했고 아프로쿠반, 재즈, 록, 블루스를 혼합하는 데 이 밴드에 영향을 미쳤다. 페라자는 카를로스 산타나와 거의 20년 동안 함께 있었고, 타악기 연주자인 호세 아레스, 밍고 루이스, 라울 레코우, 그리고 오레스테스 빌라토와 함께 전 세계 수백만 명의 사람들에게 연주를 했다. 그는 산타나가 녹음한 〈Gitano〉와 같이 페라자가 가사를 부른 음반 《Amigos》(1976년)의 〈Gitano〉와 같은 16곡을 작곡하거나 공동 작곡했다.
페라자는 2014년 4월 14일 89세의 나이로 폐렴으로 사망했다.

## 음반 목록

### 산타나
- Caravanserai (1972)
- Welcome (1973)
- Borboletta (1974)
- Lotus (1974)
- Illuminations (Columbia, 1974)
- Amigos (1976)
- Inner Secrets (1978)
- Marathon (1979)
- The Swing of Delight (Columbia, 1980)
- Zebop (1981)
- Shangó (1982)
- Beyond Appearances (1985)
- Blues for Salvador (Columbia, 1986)
- Freedom (1987)
- Viva Santana! (1988)
- Spirits Dancing in the Flesh (1990)